# Presika (żupania primorsko-gorska)
Presika – wieś w Chorwacji, w żupanii primorsko-gorskiej, w mieście Vrbovsko. W 2011 roku liczyła 14 mieszkańców.